# Neoempheria paulensis
Neoempheria paulensis är en tvåvingeart som beskrevs av Coher 1959. Neoempheria paulensis ingår i släktet Neoempheria och familjen svampmyggor. Inga underarter finns listade i Catalogue of Life.